# ریکاردو سالگادو
ریکاردو سالگادو (به پرتغالی: Ricardo Salgado) (زاده ۲۵ ژوئن ۱۹۴۴) کارآفرین، بانکدار، اقتصاددان و مدیر ارشد اجرایی پرتغالی است، که در حال حاضر به‌عنوان مدیر عامل اجرایی بانکو اسپریتو سانتو فعالیت می‌نماید. وی از اعضای پیشین هیئت مدیره بازارهای بورس یورونکست و بورس نیویورک، همچنین بانکو برادسکو بود.